# 冊巨里

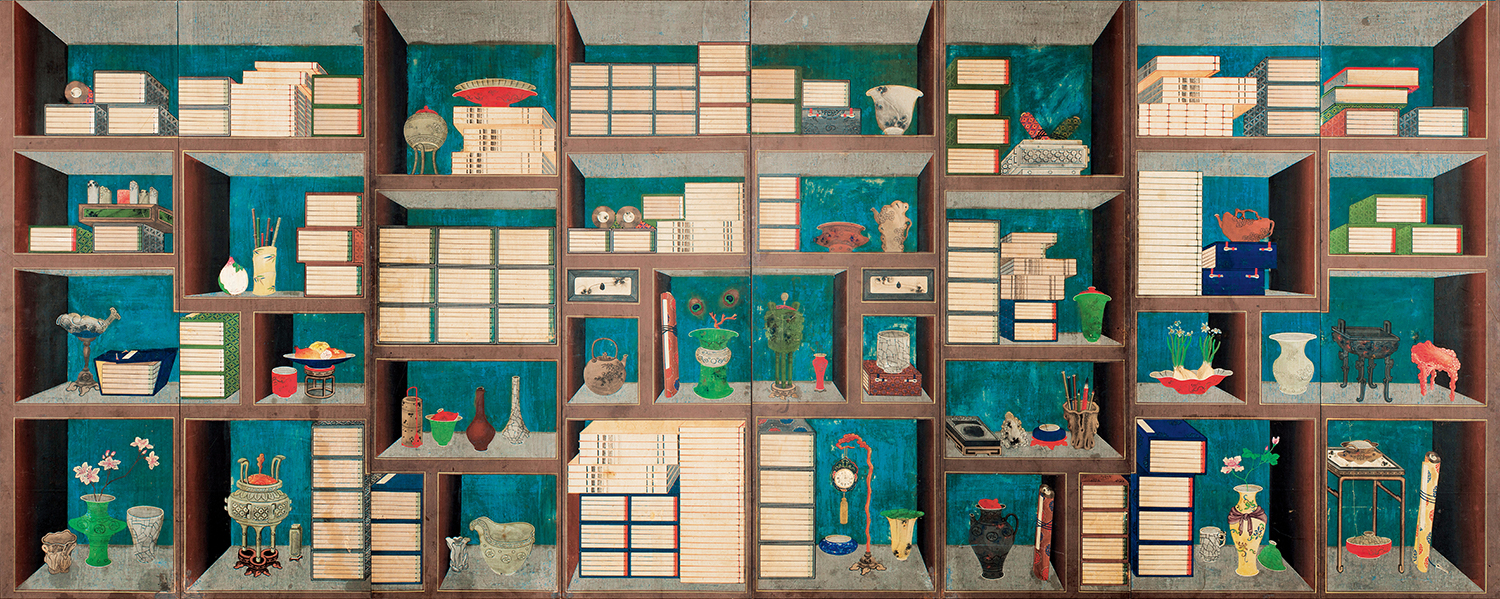
李亨益《書架》（1864-1872年）

冊巨里（韓語：책거리）是興盛於18世紀末至19世紀的朝鲜绘画風格，該風格以書籍為主題，生動描繪文人日常生活中所使用的文具和生活用品。通常這些作品被裝飾在書房的屏風上。
其中，該派系在韓文的直譯是「書和物」。 這種繪畫風格也被稱為書架圖、冊架圖（책가도）或文房圖（문방도）等，由於有些作品並不一定描繪書架，所以這些稱謂並不完全等同。

## 歷史

### 啟發

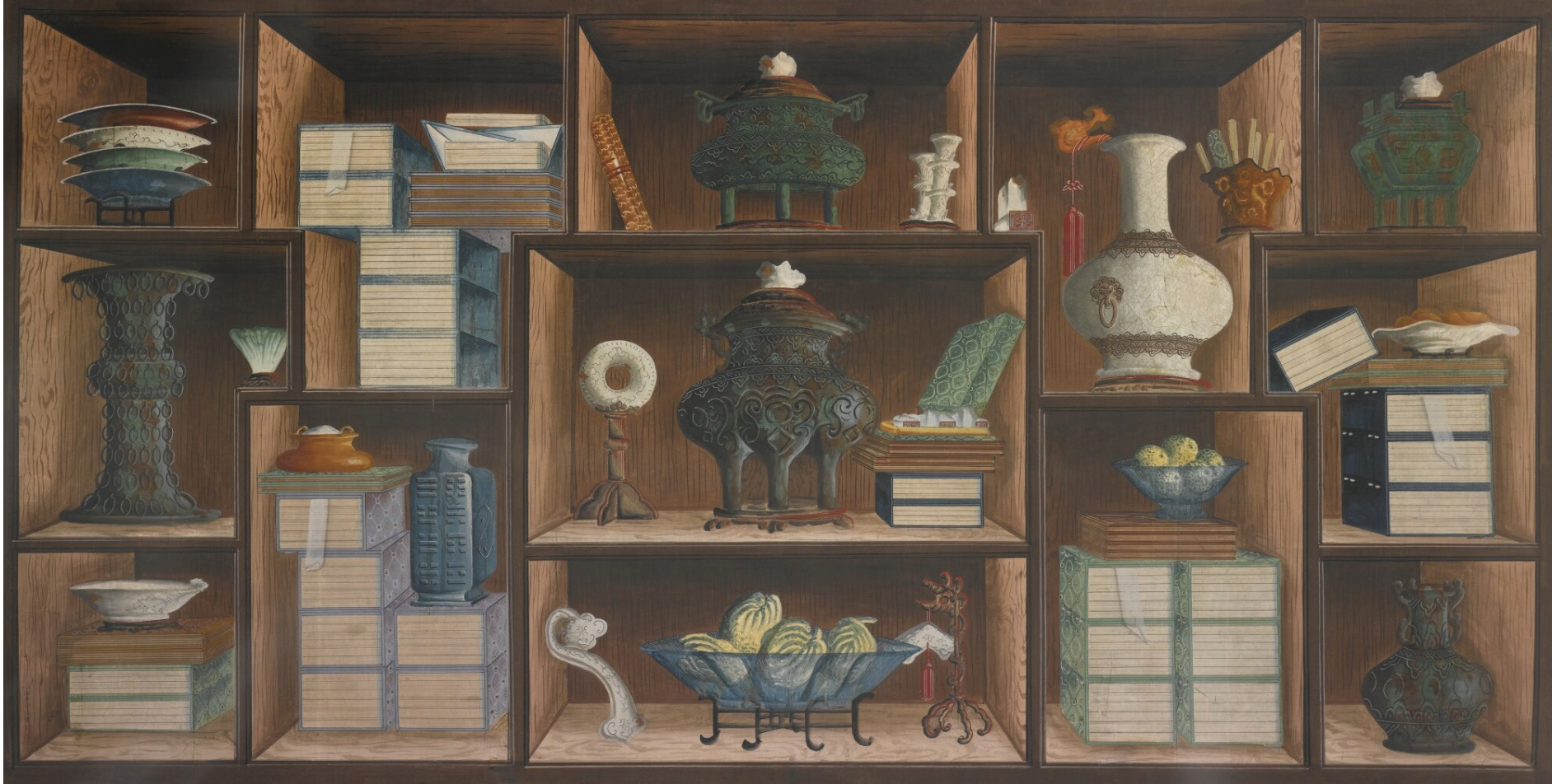
多寶格景圖

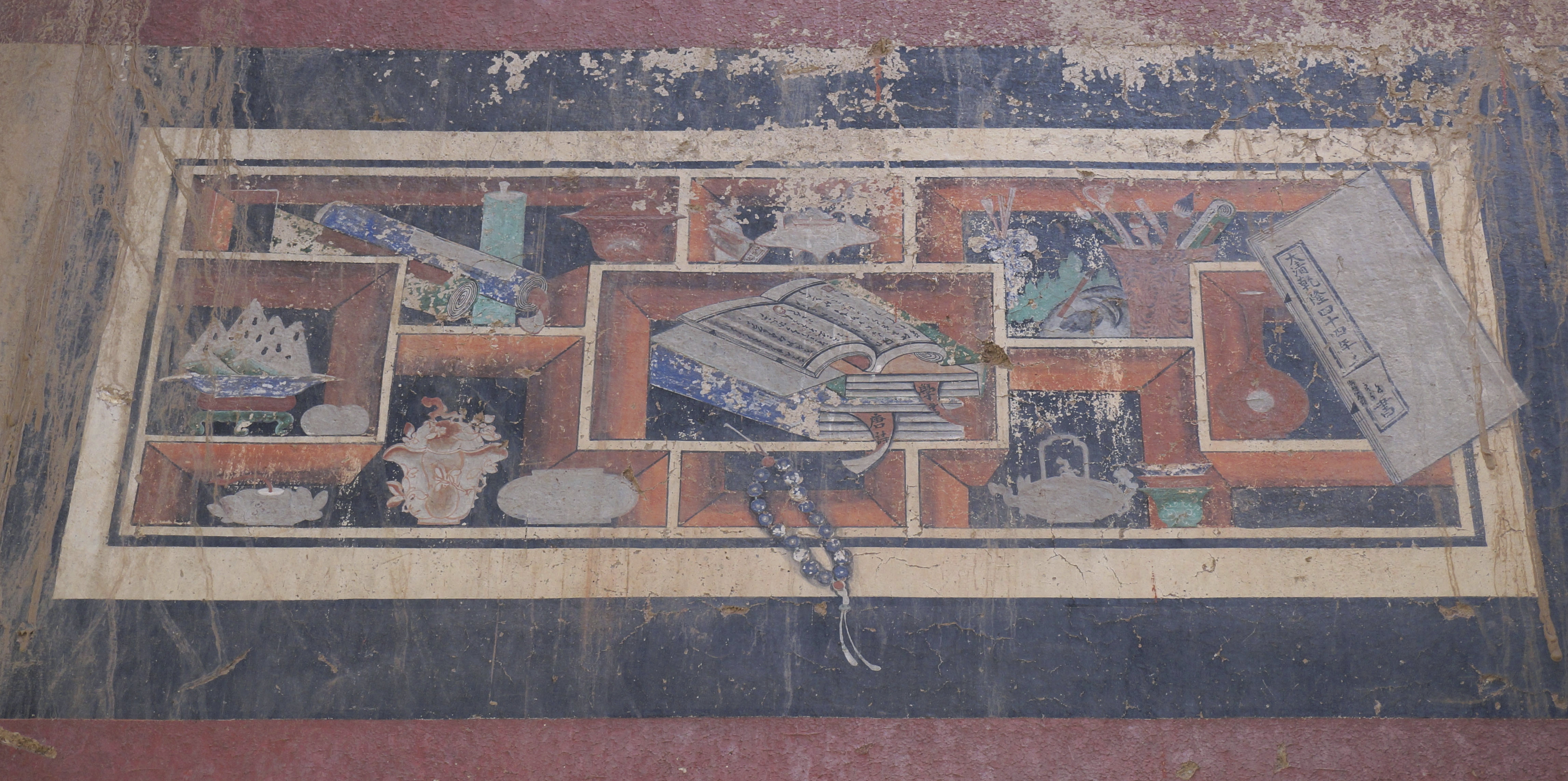
蔚州真武庙壁畫

在15世紀的大航海時代，歐洲開始累積大量有關世界各種事物的廣泛知識。其中文藝復興運動的興起引發了對古代文物的濃厚興趣。從15世紀中期開始，當地的貴族和知識分子開始創造珍奇屋用以展示收集的各種物品。同時線性透視法的發明也使西洋繪畫獲得了前所未有的寫實性。也在西方出現一種用來展示自己的收藏品的方式，即所謂的视觉陷阱文化。
珍奇屋日後傳播至清朝。當時的中國自漢朝以來已經存在收藏品文化，且自16世紀時出現大量有關物品收藏的文獻，與歐洲不同，中國並沒有出現類似展示架以炫耀收藏品的文化。然而紫禁城乾清宮則建立一個被稱為「多寶格」的大型展示架用於展示古董。通常多寶閣沒有的房間會懸掛多寶格景圖。然而該畫作的實例長期沒有被確認，但在1998年曾廣泛介紹一幅被認為是由郎世寧繪製的作品，與「冊巨里」存在相似性。同時期的中國繪畫也受到多寶格景圖的影響，如蔚州真武庙壁畫，這些畫作也可能直接影響冊巨里的發展。
朝鮮高官趙宗鉉在1750年至1766年之間所著的《題小屏》（제소팽）曾記載著朝鮮引進繪畫的早期情況，趙宗鉉在書中曾提及，他從北京市場上買了一幅長期以來一直在追求的西洋畫作，即背景為多寶格的文士喝茶的繪畫，他將其用作屏風使用 這些被介紹的繪畫都包括人物描繪的特徵，儘管應區別於冊巨里，但這一文獻表明類似冊巨裡的繪畫在當時已在朝鮮文人中有所認知。

### 推行
朝鮮最早推動繪製冊巨里的人被認為是朝鲜王朝第22代國王正祖。正祖於1784年設立了一項皇家畫師選拔考試，名為「差備待令畵員制」，其中包括了「冊架」這一科目，這是與「冊巨裡」相關的最早記載之一。 此外在1788年，由於兩位畫師繪製與正祖要求的冊架圖不符的作品，他們最終遭到流放。
朝鮮學者吳載純在1791年（正祖15年）的《日得錄》中描述了正祖向臣下展示的冊架圖。他寫道：「古代，程子曾說即使無法閱讀書本，只需進入書房接觸書籍，心情就會變得愉快。我透過這幅畫理解了這句話的意義。」「這幅畫中包含了我一直喜歡的經史子集，尤其是莊子。儘管現代人喜歡追求未來的虛偽文化，但如何才能糾正這種情況呢？畫這幅畫的原因之一就是這個。」雖然正祖的冊架圖並沒有留存下來，但根據這些記錄和正祖對當時誇耀外來古董的風俗的厭惡，可以推斷這幅畫可能只是簡單的書籍圖。在傳統上，朝鮮將日月五峰圖用於擺放在王座後面的畫作。盧載玉認為正祖之所以採用冊架圖種新繪畫風格，是為了確立自己作為儒学家的形象，並強調自己在文治政治中的權威性。
當時的朝鮮處於黨派政治時代，儒學教義的解釋與朋黨權力爭奪緊密相關。因此當時的朝鮮權貴需要精通儒學。在這種情況下，正祖自稱為「君師」並擁有足夠的知識，可以在文獻解釋中反駁臣下的觀點。正祖的熱愛閱讀與維護王權的合法性是一種手段，而這種對書籍的熱情正是捲架圖誕生的原因。此外，根據1791年的記錄，冊架圖的寫實性曾令臣下感到驚訝。雖然冊巨里早在這一記錄之前就已存在，但這個時代引入了西方繪畫的寫實技法，如明暗对照法和透視法等。根據李奎象的《一夢稿》，冊架圖是由朝鮮的圖畫署模仿了西方的四面尺量畫法而繪制的。 當時貴人之中，無不掛在牆上。

### 影響

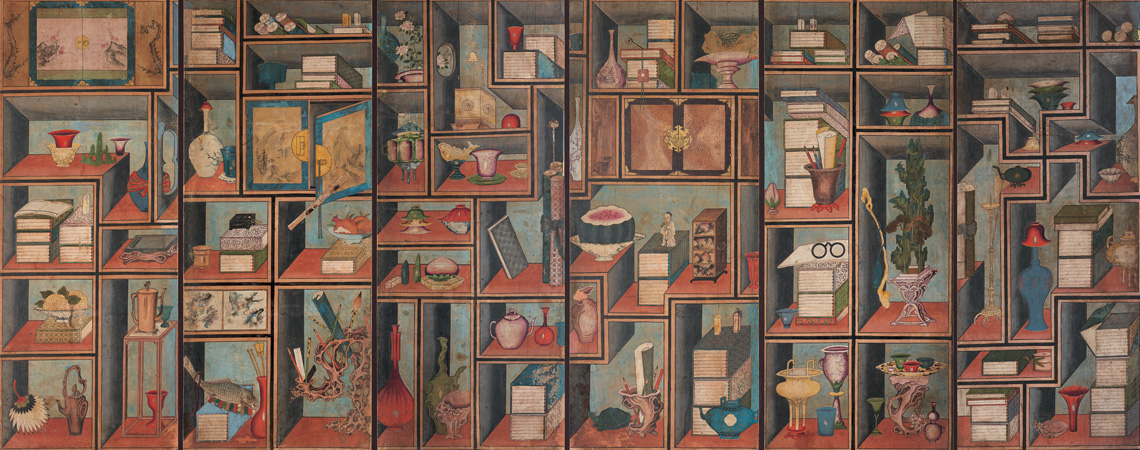
冊巨里（18世紀後期）

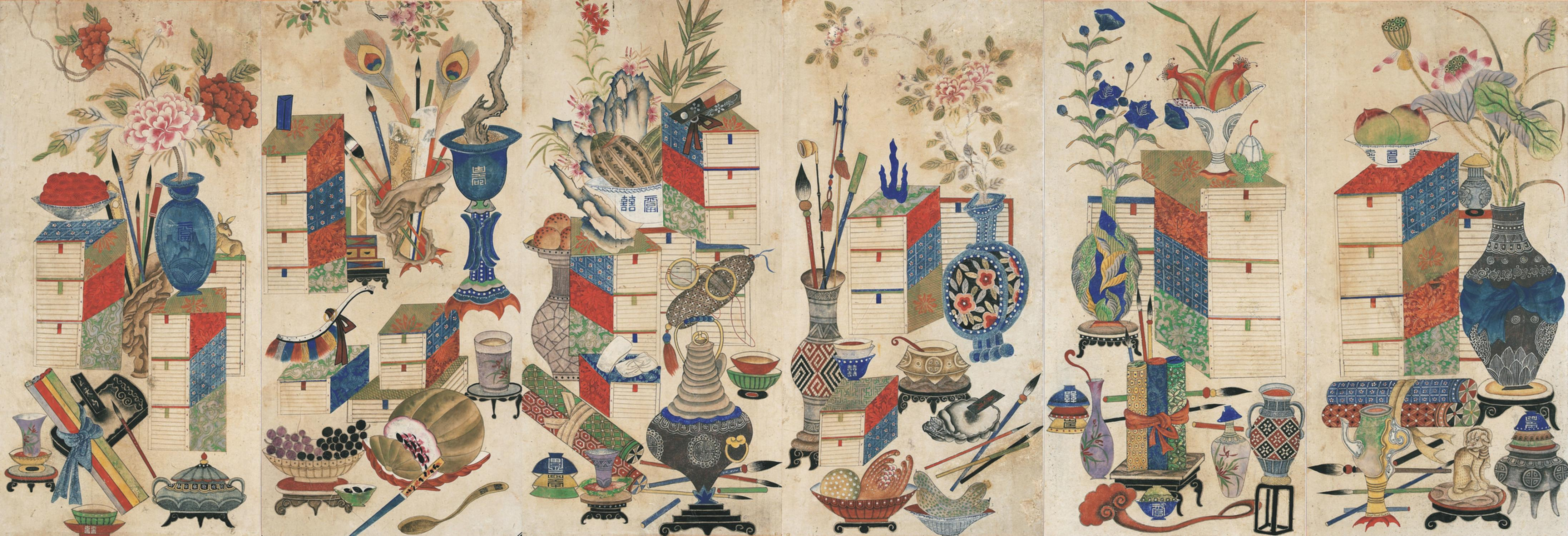
冊巨里（1900年代後期）

朝鮮的統治階層是由世襲兩班構成，他們受到儒家道德觀念的影響，對商業持懷疑態度。 然而，技術官僚，即中人卻對商業持開放態度。中國人積極參與了對朝鮮的朝貢貿易，從中積累了財富，並將各種文物引入朝鮮。在《濟川箚記》中則反映了當時朝鮮新興的消費文化。畫作中不僅包括書籍、紙、墨、筆、硯等文房用品，還有青銅器、瓷器、花卉、石頭、水果以及來自海外的進口物品，如鐘錶、眼鏡和扇子等。
劉在建的《裡鄉見聞錄》中記載了擅長繪製文房圖的名手李潤民及其兒子李享綠，兩人同樣擅長這種繪畫。李享綠的作品在當時的朝鮮繪畫中相當罕見，因為一些帶有作品名字的樣本得以保存，這對了解當時的朝鮮繪畫風格非常重要。《裡鄉見聞錄》中將這些畫作稱為「文房圖」，而不再是「書架圖」，這暗示著朝鮮繪畫的主題逐漸從書籍為中心的圖像轉向描繪文人生活中各種文房用品的圖像。此外，早期的書架圖主要是用於裝飾牆壁，但在這一時期，它們更多地被製作成了屏風。
隨後，書架圖不再只限於文人階層，而開始影響一般民眾。 圖像的主題也從文人喜好的東西逐漸轉向吉祥之物，如象徵西瓜、花鳥、魚蟹、牡丹等，甚至包括廬民生活中更常見的物品。為了適應更多的主題，先前在書架圖中非常顯著的書架結構逐漸不再出現，19世紀，書架圖開始在工坊中大量生產，並依照特定模板為顧客繪製不同的主題。
到了20世紀，書架圖的製作逐漸停止。 後來，隨著對朝鮮民畫的研究興起，書架圖開始受到重視，其獨特性和現代性得到了認可。儘管與傳統繪畫相比，書架圖的靜態水墨畫風格被視為與眾不同，同時強調了人民的特色。

## 外部連結
维基共享资源上的相關多媒體資源：冊巨里